# Drosophila alpina
Drosophila alpina är en tvåvingeart som beskrevs av Burla 1948. Drosophila alpina ingår i släktet Drosophila och familjen daggflugor. Arten är reproducerande i Sverige.
Artens utbredningsområde är Europa, Mongoliet, Japan och Koreahalvön.